# 39 (عدد)
39 (تسعة وثلاثون)هو عدد صحيح  يلي العدد 38 ويسبق العدد 40 وهو عدد طبيعي موجب.